# Petr Svoboda (fotbalista)
Petr Svoboda (* 16. srpna 1945 Prostějov) je bývalý český fotbalový útočník. Nastupoval také ve středu pole a později i jako obránce.

## Fotbalová kariéra
Odchovanec klubu TJ OP Prostějov hrál v nejvyšší soutěži za Spartak ZJŠ Brno, TJ LIAZ Jablonec nad Nisou a TŽ Třinec. V lize nastoupil ke 130 utkáním a dal 14 gólů. V roce 1966 se zúčastnil juniorského turnaje ve Viareggiu, kde s Duklou Praha získal druhé místo. Jeden z nejslavnějších a nejdůležitějších gólů své kariery dal v sezoně 1974/1975 dne 16. 6. 1975 v zápase Třinec-Bohemians kdy v posledním kole ligy vyřadil svým gólem TJ Sparta ČKD Praha z 1. československá fotbalové ligy.

## Ligová bilance
| Ročník                                     | Zápasy | Góly | Klub             |  |
| ------------------------------------------ | ------ | ---- | ---------------- |  |
| 1. československá fotbalová liga 1966/1967 | 18     | 5    | Spartak ZJŠ Brno |  |
| 2. československá fotbalová liga 1967/1968 | 26     | 8    | Spartak ZJŠ Brno |  |
| 2. československá fotbalová liga 1968/1969 | 18     | 1    | Spartak ZJŠ Brno |  |
| 2. československá fotbalová liga 1969/1970 | -      | -    | LIAZ Jablonec    |  |
| 2. československá fotbalová liga 1970/1971 | -      | -    | LIAZ Jablonec    |  |
| 1. československá fotbalová liga 1971/1972 | 29     | 6    | TŽ Třinec        |  |
| 1. československá fotbalová liga 1972/1973 | 24     | 1    | TŽ Třinec        |  |
| 2. československá fotbalová liga 1973/1974 | 19     | 2    | TŽ Třinec        |  |
| 1. československá fotbalová liga 1974/1975 | 26     | 2    | TŽ Třinec        |  |
| 1. československá fotbalová liga 1975/1976 | 26     | 0    | TŽ Třinec        |  |
| 2. československá fotbalová liga 1976/1977 | 30     | 4    | TŽ Třinec        |  |
| Česká národní fotbalová liga 1977/1978     | 29     | 7    | TŽ Třinec        |  |
| Česká národní fotbalová liga 1978/1979     | 26     | 11   | TŽ Třinec        |  |
|                                            |        |      |                  |  |
| CELKEM 1. liga                             | 130    | 14   |                  |  |